# Cuestión romana

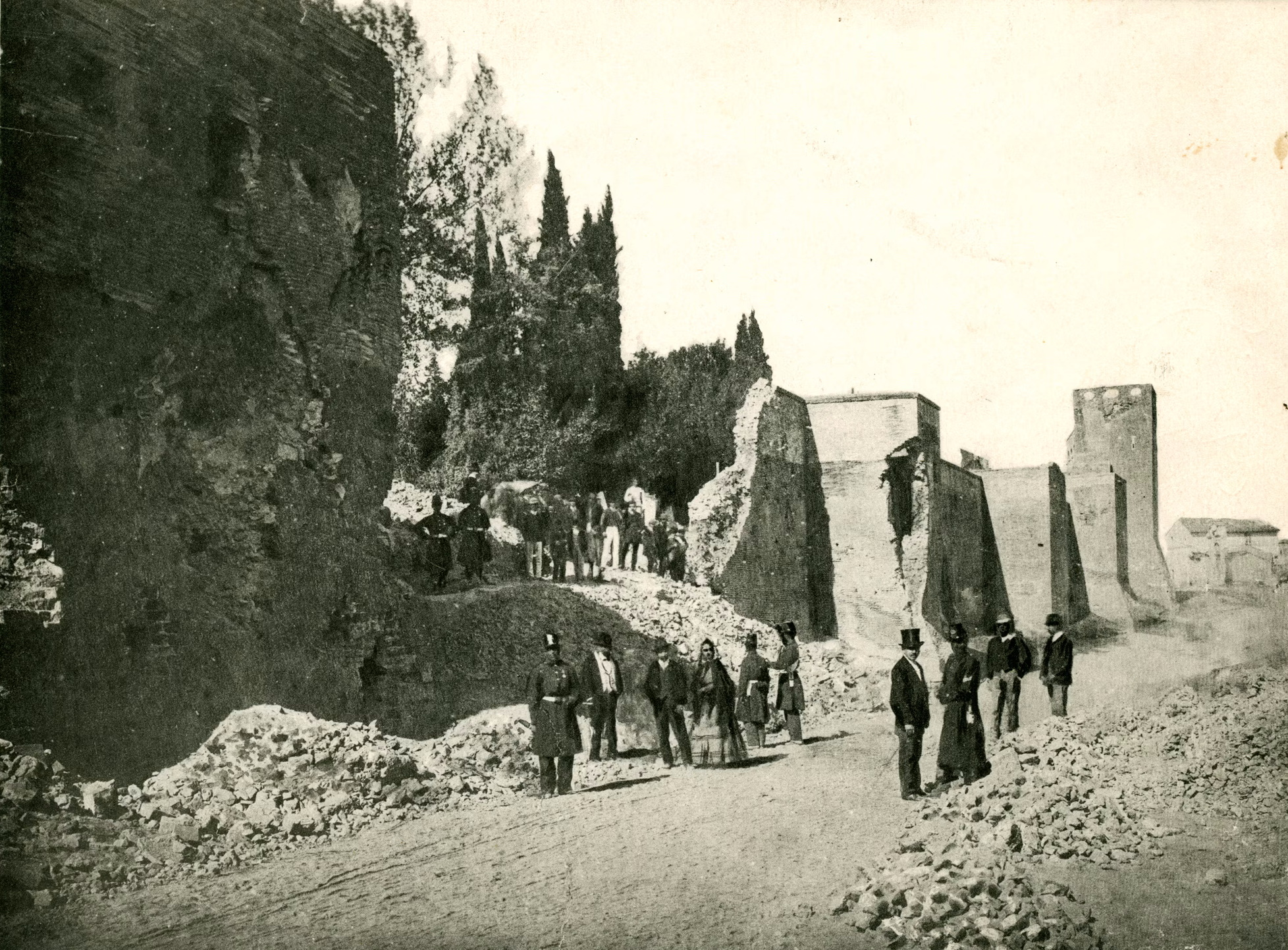
Brecha en la muralla de Roma, en Porta Pia, por donde entraron las tropas del Reino de Italia

La cuestión romana es el nombre de una disputa política entre el Gobierno italiano y el papado desde 1870 hasta 1929.
La cuestión romana comenzó con el intento por parte de Italia de anexionarse Roma y la consiguiente extinción del poder temporal de la Santa Sede Apostólica, y terminó con los Pactos de Letrán firmados en 1929 por el gobierno de Benito Mussolini y el papa Pío XI. Durante este periodo, los papas se consideraban a sí mismos «prisioneros en el Vaticano» (según las palabras de Pío IX).
Después de que los Pactos de Letrán fueran firmados en 1929, los papas comenzaron a visitar regularmente otros sitios de Roma fuera del territorio vaticano, particularmente la basílica de San Juan de Letrán. También comenzaron a acudir a su residencia de verano de Castel Gandolfo, que goza de privilegios extraterritoriales, como una embajada, pero sin formar parte de Ciudad del Vaticano.

## Origen
A partir del año 751 y a lo largo de más de un milenio, los papas fueron extendiendo gradualmente su control sobre las regiones que iban conformando los Estados Pontificios gobernaron buena parte de la península itálica, cubrieron las regiones italianas modernas de Lacio, Las Marcas, Umbría y Emilia-Romaña. 
En marzo de 1861 el primer parlamento italiano, reunido en Turín, declaró a Roma la capital del recién creado Reino de Italia, pero esta ciudad seguía siendo la capital de los Estados Pontificios gobernados por el papa Pío IX. Además, Roma estuvo protegida por una guarnición de tropas francesas, enviadas por Napoleón III para sostener al Papado, ante un posible ataque italiano. En 1865 la sede del gobierno del Reino de Italia se trasladó de Turín a Florencia.
En julio de 1870 comenzó la guerra franco-prusiana. A principios de agosto Napoleón III, urgido de tropas para la contienda, retiró rápidamente a la guarnición francesa de los Estados Pontificios. Ante esta situación hubo numerosas manifestaciones públicas en Florencia, Turín y Milán, demandando que el gobierno italiano tomara Roma, aprovechando la retirada de los franceses, pues en esas circunstancias una acción militar del Reino de Italia no significaba combatir contra tropas de un gobierno extranjero, lo cual evitaba que el proyectado ataque a Roma degenerase en una crisis política y posiblemente bélica. 
Pese a que la retirada de los franceses facilitaba los planes, el gabinete presidido por Giovanni Lanza dispuso no iniciar acciones militares, posición compartida por el rey Víctor Manuel II. Al conocerse en Italia el derrumbe del Segundo Imperio Francés tras la derrota francesa en la batalla de Sedán y la rendición de Napoleón III ante Prusia, el 1 de septiembre de 1870, el rey Víctor Manuel II envió una carta a Pío IX, pidiendo al Papa "guardar las apariencias" permitiendo entrar pacíficamente a las tropas italianas en Roma, a cambio de ofrecer protección al Papado. Pío IX rechazó por completo tal oferta.
Al conocerse la negativa del Papado, batallones del Regio Esercito italiano, dirigidos por el general Raffaele Cadorna, cruzaron la frontera de los Estados Pontificios el 11 de septiembre y avanzaron lentamente hacia Roma, esperando que la entrada pacífica pudiera ser negociada, sin hallar resistencia apreciable a lo largo del camino. Los soldados italianos alcanzaron la Muralla aureliana el 19 de septiembre y sitiaron Roma, al mantenerse la negativa del Papado a una solución pacífica. 

#### Caída de Roma y los «Prisioneros en el Vaticano»
Pío IX siguió siendo intransigente y ordenó a sus "zuavos papales" oponerse formando una resistencia armada. Antes del mediodía del 20 de septiembre, después de tres horas de bombardeos y tiroteos, el ejército italiano consiguió abrir una brecha en las Murallas aurelianas, en las cercanías de la Puerta Pia, así llamada por conectar con la avenida del mismo nombre. Tras romper un sector de la muralla, los Bersaglieri marcharon por la vía Pía, después renombrada vía del XX de septiembre, y ocuparon de inmediato la totalidad de Roma. 
Al final de la jornada 49 soldados italianos y 19 zuavos habían muerto en combate, y tras un plebiscito, Roma y el Lacio se unieron a Italia.
El 20 de septiembre de 1870, consumada la ocupación de Roma y de los restos de los Estados Pontificios por el ejército italiano, el papa Pío IX se declaró Prisionero en el Vaticano. Esta definición, junto con su actitud en general, fue mantenida por sus sucesores (León XIII, Pío X, Benedicto XV y Pío XI) que se negaron a salir del Vaticano y del Palacio Apostólico, hasta que el 11 de febrero de 1929 los Pactos de Letrán acordaron la creación del estado soberano de la Ciudad del Vaticano.

## Ley de garantías papales
El papa Pío IX, asegurando que la Santa Sede necesitaba mantener claramente su independencia de cualquier poder político para el ejercicio de su jurisdicción espiritual, y que el Papa no debía parecer simplemente un "capellán del rey de Italia", rechazó la ley de garantías papales de 1871, en la cual el gobierno del Reino de Italia ofrecía una subvención anual al papa así como el derecho de recibir diplomáticos extranjeros. 
Sin embargo esta propuesta no implicaba reconocer al Papado como "sujeto de derecho internacional" sino solamente otorgarle la "protección" del gobierno italiano. Pío IX, por el contrario, reclamaba un acuerdo en pie de igualdad con Italia y afirmó que esta propuesta plasmaba una "sujeción de la autoridad papal" al Estado Italiano, tanto por depender de una subvención anual como por cuanto las prerrogativas del Papado nacían de una concesión del Reino de Italia, quien podría retirar su "protección" en cualquier momento si así lo acordaba el parlamento italiano.

## Consecuencias
Pío IX se pronunció en 1874 contra la participación de los católicos italianos en la vida política del nuevo Reino de Italia mediante su declaración de Non expedit (en latín "no conveniente"). Por su parte, desde los días de Pío IX los pontífices rechazaron apariciones públicas en Roma o salir del Palacio del Vaticano, al extremo de realizar las principales ceremonias dentro de la Capilla Sixtina y rehusar otorgar bendiciones en la Plaza de San Pedro (este evento solo se realizaba en un balcón interior del palacio). 
Las proclamaciones papales de León XIII en 1878 se realizaron solamente dentro de la Basílica de San Pedro, lejos de la vista del público. Durante su largo pontificado de 24 años el mismo León XIII opinó sobre las grandes cuestiones ideológicas de su época (capitalismo, socialismo, industrialización, imperialismo, etc.) pero mantuvo la doctrina del non expedit elevándola a la categoría de "política oficial" de la Santa Sede. Alegaba León XIII que si los católicos italianos participaban en la política italiana estaban admitiendo implícitamente que el Papado perdiese su poder político, pues participar en las instituciones políticas de Italia significaba convalidar la eliminación de los Estados Pontificios y la consiguiente "subordinación" del Papado al gobierno italiano. 
Tras la muerte de León XIII en 1903 su sucesor Pío X trató de mantener relaciones algo más amistosas con el Estado Italiano, permitiendo tácitamente en 1904 que los católicos apoyasen políticamente a los liberales moderados (y no a los liberales anticlericales) en contra de los socialistas y laicistas, eliminando en la práctica el non expedit. Ello reflejaba la petición del Papado para que los católicos defendieran en el terreno político los intereses de la Iglesia católica en todos los países del mundo, considerando Pío X absurdo y arriesgado que ello estuviera vedado precisamente a los católicos de Italia. Tras la muerte de Pío X en 1914, su sucesor Benedicto XV suprimió oficialmente la política del Non expedit, estimulando la participación de los católicos en la política italiana de modo activo y organizado, al punto de apoyar en 1919 la fundación del Partido Popular Italiano de ideología demócrata cristiana, partido fundado y liderado por el sacerdote Luigi Sturzo.

## Pactos de Letrán

Mapa de la Ciudad del Vaticano.

Tras la muerte de Benedicto XV en 1922 fue elegido papa el cardenal Achille Ratti, con el nombre de Pío XI, quien desarrolló una vasta actividad diplomática, tratando de asegurar representación de la Iglesia católica ante todos los Estados donde ello fuera posible y enviando agentes diplomáticos para tal fin. Precisamente una de sus finalidades fue eliminar la "cuestión romana" mediante negociaciones bilaterales con el gobierno italiano, ahora dirigido por Benito Mussolini y su régimen fascista; de hecho, Pío XI había dado una muestra de "acercamiento" al presentarse en un balcón de la plaza de San Pedro el día de su proclamación papal, para sorpresa de los fieles allí reunidos pues desde 1870 los sucesivos papas habían rehusado toda aparición pública. Si bien Pío XI no dirigió palabra alguna a la multitud, dicho gesto significó romper una política estricta seguida por el papado en los últimos 52 años.
La Italia fascista carecía de la tradición laicista que había caracterizado al liberalismo italiano que había dominado la política del país entre 1870 y 1922, pero las doctrinas fascistas tampoco favorecían el catolicismo, manteniendo por el contrario una fuerte tradición anticlerical y de "culto a la fuerza" en menosprecio de la religión. No obstante, tanto el Papado como la dictadura mussoliniana necesitaban del mutuo reconocimiento, y ambos veían como anacrónica e innecesaria la antigua cuestión romana. Es así que Pío XI se acerca a la dictadura fascista para retomar los planteamientos de "garantías papales" ya formulados por los viejos regímenes liberales de Italia, a lo cual el gobierno de Mussolini agrega el reconocimiento del Papado como sujeto de derecho internacional, dotado de las mismas prerrogativas de un Estado soberano. 
Así, Pío XI obtenía una situación de igualdad con Italia mientras que Mussolini neutralizaba toda posible oposición católica a su régimen. Las negociaciones bilaterales concluyeron con los Pactos de Letrán que dieron origen a la Ciudad del Vaticano en 1929.

## En literatura
Los dramas históricos tales como Fabiola o Quo vadis? han sido interpretados como una comparación implícita de la cuestión romana con la temprana persecución de la Iglesia católica.